# Lagània
Lagània (Lagania  Λαγανία) fou una ciutat dels tectòsages a Galàcia, a uns 35 km a l'est de Juliòpolis (Iuliopolis). No és esmentada pels autors clàssics però amb l'Imperi va augmentar la seva importància. Al segle v era seu d'un bisbe que va assistir al Concili de Calcedònia el 451. Vers l'any 500 va canviar el seu nom per Anastasiòpolis (Anastasiopolis). Correspondria a la moderna Beypazarı, una ciutat i districte de la província d'Ankara.